# Z̊
Cette page contient des caractères spéciaux ou non latins. S’ils s’affichent mal (▯, ?, etc.), consultez la page d’aide Unicode.
Z̊ (minuscule : z̊), appelé Z rond en chef, est une lettre latine utilisée dans utilisé dans la romanisation du manchou d’Erich Haenisch (en). Elle est formée de la lettre Z diacritée d’un rond en chef.

## Utilisation
Erich Haenisch utilise Z rond en chef ‹ z̊ › dans la translittération du manchou.

## Représentations informatiques
Le z rond en chef peut être représenté avec les caractères Unicode suivants :
| Formes    | Représentations | Chaînes de caractères | Points de code | Descriptions                                       |
| --------- | --------------- | --------------------- | -------------- | -------------------------------------------------- |
| majuscule | Z̊               | Z◌̊                    | U+005A U+030A  | lettre majuscule latine z diacritique rond en chef |
| minuscule | z̊               | z◌̊                    | U+007A U+030A  | lettre minuscule latine z diacritique rond en chef |